# Tour de Hongrie 2021
Il Tour de Hongrie 2021 (it. Giro d'Ungheria 2021), quarantaduesima edizione della corsa, valevole come prova dell'UCI Europe Tour 2021 categoria 2.1, si svolse in 5 tappe dal 12 al 16 maggio su un percorso di 792 km, con partenza da Siófok e arrivo a Budapest, in Ungheria. La vittoria fu appannaggio dell'australiano Damien Howson, che ha completato il percorso in 18h07'10" precedendo il belga Ben Hermans e l'italiano Antonio Tiberi.
Al traguardo di Budapest 117 ciclisti, sui 130 partiti da Siófok, hanno portato a termine la competizione.

## Tappe
| Tappa  | Data      | Percorso                          | km  | Vincitore di tappa | Leader cl. generale |
| ------ | --------- | --------------------------------- | --- | ------------------ | ------------------- |
| 1ª     | 12 maggio | Siófok > Kaposvár                 | 173 | Phil Bauhaus       | Phil Bauhaus        |
| 2ª     | 13 maggio | Balatonfüred > Nagykanizsa        | 183 | Jordi Meeus        | Jordi Meeus         |
| 3ª     | 14 maggio | Veszprém > Tata                   | 142 | Phil Bauhaus       | Phil Bauhaus        |
| 4ª     | 15 maggio | Balassagyarmat > Gyöngyös (Kékes) | 202 | Damien Howson      | Damien Howson       |
| 5ª     | 16 maggio | Budapest > Budapest               | 92  | Edward Theuns      | Damien Howson       |
| Totale | Totale    | Totale                            | 792 |                    |                     |

## Squadre e corridori partecipanti
| N.      | Cod. | Squadra                     |
| ------- | ---- | --------------------------- |
| 1-6     | TJV  | Jumbo-Visma                 |
| 11-16   | DSM  | Team DSM                    |
| 21-26   | BOH  | Bora-Hansgrohe              |
| 31-36   | AST  | Astana-Premier Tech         |
| 41-46   | TFS  | Trek-Segafredo              |
| 51-56   | BEX  | Team BikeExchange           |
| 61-66   | TBV  | Bahrain Victorious          |
| 71-76   | ISN  | Israel Start-Up Nation      |
| 81-86   | UXT  | Uno-X Pro Cycling Team      |
| 91-96   | SVB  | Sport Vlaanderen-Baloise    |
| 101-106 | ANS  | Androni Giocattoli-Sidermec |

| N.      | Cod. | Squadra                    |
| ------- | ---- | -------------------------- |
| 111-116 | THR  | Vini Zabù                  |
| 121-126 | BWB  | Bingoal Pauwels Sauces WB  |
| 131-136 | CJR  | Caja Rural-Seguros RGA     |
| 141-146 | GAZ  | Gazprom-RusVelo            |
| 151-156 | TNN  | Team Novo Nordisk          |
| 161-166 | EOK  | Eolo-Kometa Cycling Team   |
| 171-176 | MSP  | Mazowsze Serce Polski      |
| 181-186 | VOS  | Voster ATS Team            |
| 191-196 | GTS  | Giotti Victoria-Savini Due |
| 201-206 | ADR  | Adria Mobil                |
| 211-217 | HUN  | Ungheria                   |

## Dettagli delle tappe

### 1ª tappa
- 12 maggio: Siófok > Kaposvár – 173 km

Risultati
| Pos. | Corridore      | Squadra   | Tempo    |
| ---- | -------------- | --------- | -------- |
| 1    | Phil Bauhaus   | Bahrain   | 3h54'22" |
| 2    | Jakub Mareczko | Vini Zabù | s.t.     |
| 3    | Jordi Meeus    | Bora      | s.t.     |

| Pos. | Corridore      | Squadra   | Tempo    |
| ---- | -------------- | --------- | -------- |
| 1    | Phil Bauhaus   | Bahrain   | 3h54'12" |
| 2    | Jakub Mareczko | Vini Zabù | a 4"     |
| 3    | Patryk Stosz   | Voster    | s.t.     |

### 2ª tappa
- 13 maggio: Balatonfüred > Nagykanizsa – 183 km

Risultati
| Pos. | Corridore       | Squadra | Tempo    |
| ---- | --------------- | ------- | -------- |
| 1    | Jordi Meeus     | Bora    | 4h03'55" |
| 2    | Alberto Dainese | DSM     | s.t.     |
| 3    | Phil Bauhaus    | Bahrain | s.t.     |

| Pos. | Corridore       | Squadra | Tempo    |
| ---- | --------------- | ------- | -------- |
| 1    | Jordi Meeus     | Bora    | 7h58'03" |
| 2    | Phil Bauhaus    | Bahrain | s.t.     |
| 3    | Maciej Paterski | Voster  | a 6"     |

### 3ª tappa
- 14 maggio: Veszprém > Tata – 142 km

Risultati
| Pos. | Corridore      | Squadra | Tempo    |
| ---- | -------------- | ------- | -------- |
| 1    | Phil Bauhaus   | Bahrain | 3h17'30" |
| 2    | Mike Teunissen | Jumbo   | s.t.     |
| 3    | Fred Wright    | Bahrain | s.t.     |

| Pos. | Corridore    | Squadra | Tempo     |
| ---- | ------------ | ------- | --------- |
| 1    | Phil Bauhaus | Bahrain | 11h15'23" |
| 2    | Jordi Meeus  | Bora    | a 10"     |
| 3    | Patryk Stosz | Voster  | a 15"     |

### 4ª tappa
- 15 maggio: Balassagyarmat > Gyöngyös (Kékes) – 202 km

Risultati
| Pos. | Corridore      | Squadra      | Tempo    |
| ---- | -------------- | ------------ | -------- |
| 1    | Damien Howson  | BikeExchange | 4h55'50" |
| 2    | Ben Hermans    | Israel       | a 9"     |
| 3    | Antonio Tiberi | Trek         | a 15"    |

| Pos. | Corridore      | Squadra      | Tempo     |
| ---- | -------------- | ------------ | --------- |
| 1    | Damien Howson  | BikeExchange | 15h11'24" |
| 2    | Ben Hermans    | Israel       | a 16"     |
| 3    | Antonio Tiberi | Trek         | a 24"     |

### 5ª tappa
- 16 maggio: Budapest > Budapest – 92 km

Risultati
| Pos. | Corridore      | Squadra | Tempo    |
| ---- | -------------- | ------- | -------- |
| 1    | Edward Theuns  | Trek    | 1h55'46" |
| 2    | Olav Kooij     | Jumbo   | s.t.     |
| 3    | Timothy Dupont | Bingoal | s.t.     |

| Pos. | Corridore      | Squadra      | Tempo     |
| ---- | -------------- | ------------ | --------- |
| 1    | Damien Howson  | BikeExchange | 18h07'10" |
| 2    | Ben Hermans    | Israel       | a 16"     |
| 3    | Antonio Tiberi | Trek         | a 24"     |

## Evoluzione delle classifiche
| Tappa              | Vincitore          | Classifica generale Maglia gialla | Classifica punti Maglia verde | Classifica scalatori Maglia rossa | Classifica miglior ungherese Maglia bianca | Classifica a squadre   |
| ------------------ | ------------------ | --------------------------------- | ----------------------------- | --------------------------------- | ------------------------------------------ | ---------------------- |
| 1ª                 | Phil Bauhaus       | Phil Bauhaus                      | Phil Bauhaus                  | Patryk Stosz                      | Ádám Karl                                  | Uno-X Pro Cycling Team |
| 2ª                 | Jordi Meeus        | Jordi Meeus                       | Jordi Meeus                   | Maciej Paterski                   | János Pelikán                              | Trek-Segafredo         |
| 3ª                 | Phil Bauhaus       | Phil Bauhaus                      | Phil Bauhaus                  | Maciej Paterski                   | János Pelikán                              | Trek-Segafredo         |
| 4ª                 | Damien Howson      | Damien Howson                     | Phil Bauhaus                  | Maciej Paterski                   | János Pelikán                              | Astana-Premier Tech    |
| 5ª                 | Edward Theuns      | Damien Howson                     | Phil Bauhaus                  | Maciej Paterski                   | János Pelikán                              | Astana-Premier Tech    |
| Classifiche finali | Classifiche finali | Damien Howson                     | Phil Bauhaus                  | Maciej Paterski                   | János Pelikán                              | Astana-Premier Tech    |

Maglie indossate da altri ciclisti in caso di due o più maglie vinte
- Nella 2ª tappa Jakub Mareczko ha indossato la maglia verde al posto di Phil Bauhaus.
- Nella 3ª tappa Phil Bauhaus ha indossato la maglia verde al posto di Jordi Meeus.
- Nella 4ª tappa Jordi Meeus ha indossato la maglia verde al posto di Phil Bauhaus.

## Classifiche finali

### Classifica generale - Maglia gialla
| Pos. | Corridore      | Squadra      | Tempo     |
| ---- | -------------- | ------------ | --------- |
| 1    | Damien Howson  | BikeExchange | 18h07'10" |
| 2    | Ben Hermans    | Israel       | a 16"     |
| 3    | Antonio Tiberi | Trek         | a 24"     |
| 4    | Jhojan García  | Caja Rural   | a 32"     |
| 5    | Stefan de Bod  | Astana       | a 45"     |
| 6    | Laurens Huys   | Bingoal      | a 51"     |
| 7    | Paweł Cieślik  | Voster       | a 54"     |
| 8    | Javier Romo    | Astana       | s.t.      |
| 9    | Kevin Colleoni | BikeExchange | a 57"     |
| 10   | S. Buitrago    | Bahrain      | a 59"     |

### Classifica a punti - Maglia verde
| Pos. | Corridore      | Squadra | Punti |
| ---- | -------------- | ------- | ----- |
| 1    | Phil Bauhaus   | Bahrain | 53    |
| 2    | Jordi Meeus    | Bora    | 30    |
| 3    | Edward Theuns  | Trek    | 24    |
| 4    | Olav Kooij     | Jumbo   | 24    |
| 5    | Timothy Dupont | Bingoal | 23    |

### Classifica scalatori - Maglia rossa
| Pos. | Corridore       | Squadra      | Punti |
| ---- | --------------- | ------------ | ----- |
| 1    | Maciej Paterski | Voster       | 21    |
| 2    | Patryk Stosz    | Voster       | 13    |
| 3    | Damien Howson   | BikeExchange | 10    |
| 4    | Ben Hermans     | Israel       | 7     |
| 5    | Sergio Martín   | Caja Rural   | 7     |

### Classifica miglior ungherese - Maglia bianca
| Pos. | Corridore       | Squadra      | Tempo     |
| ---- | --------------- | ------------ | --------- |
| 1    | János Pelikán   | Androni      | 18h08'42" |
| 2    | Barnabás Peák   | BikeExchange | a 55"     |
| 3    | Erik Fetter     | Eolo         | a 1'42"   |
| 4    | Viktor Filutás  | Giotti       | a 5'00"   |
| 5    | Zsombor Palumby | Ungheria     | a 5'03"   |

### Classifica a squadre
| Pos. | Squadra                  | Tempo     |
| ---- | ------------------------ | --------- |
| 1    | Astana-Premier Tech      | 54h24'49" |
| 2    | Caja Rural-Seguros RGA   | a 12"     |
| 3    | Team BikeExchange        | a 18"     |
| 4    | Eolo-Kometa Cycling Team | a 1'18"   |
| 5    | Trek-Segafredo           | a 1'22"   |